# Dekpo
Dekpo  ist ein Ort und ein Arrondissement im Département Atakora in Benin. Es ist eine Verwaltungseinheit, die der Gerichtsbarkeit der Kommune Aplahoué untersteht. Gemäß der Volkszählung von 2013 hatte Dekpo 21.973 Einwohner, davon waren 10.071 männlich und 11.902 weiblich.
Der Ort liegt nordwestlich von Aplahoué.